# Jan Joest

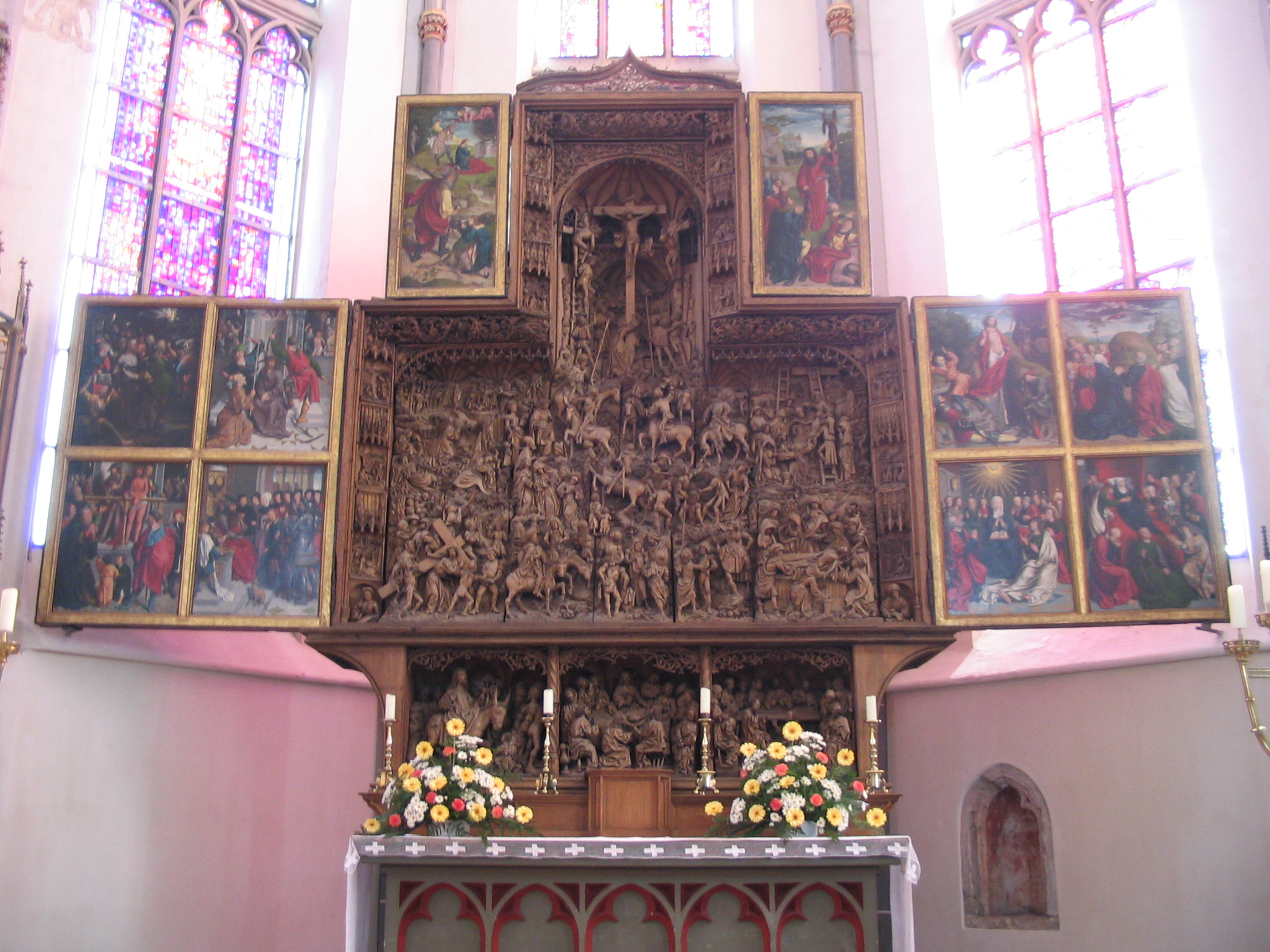
Der Hochaltar in St. Nicolai

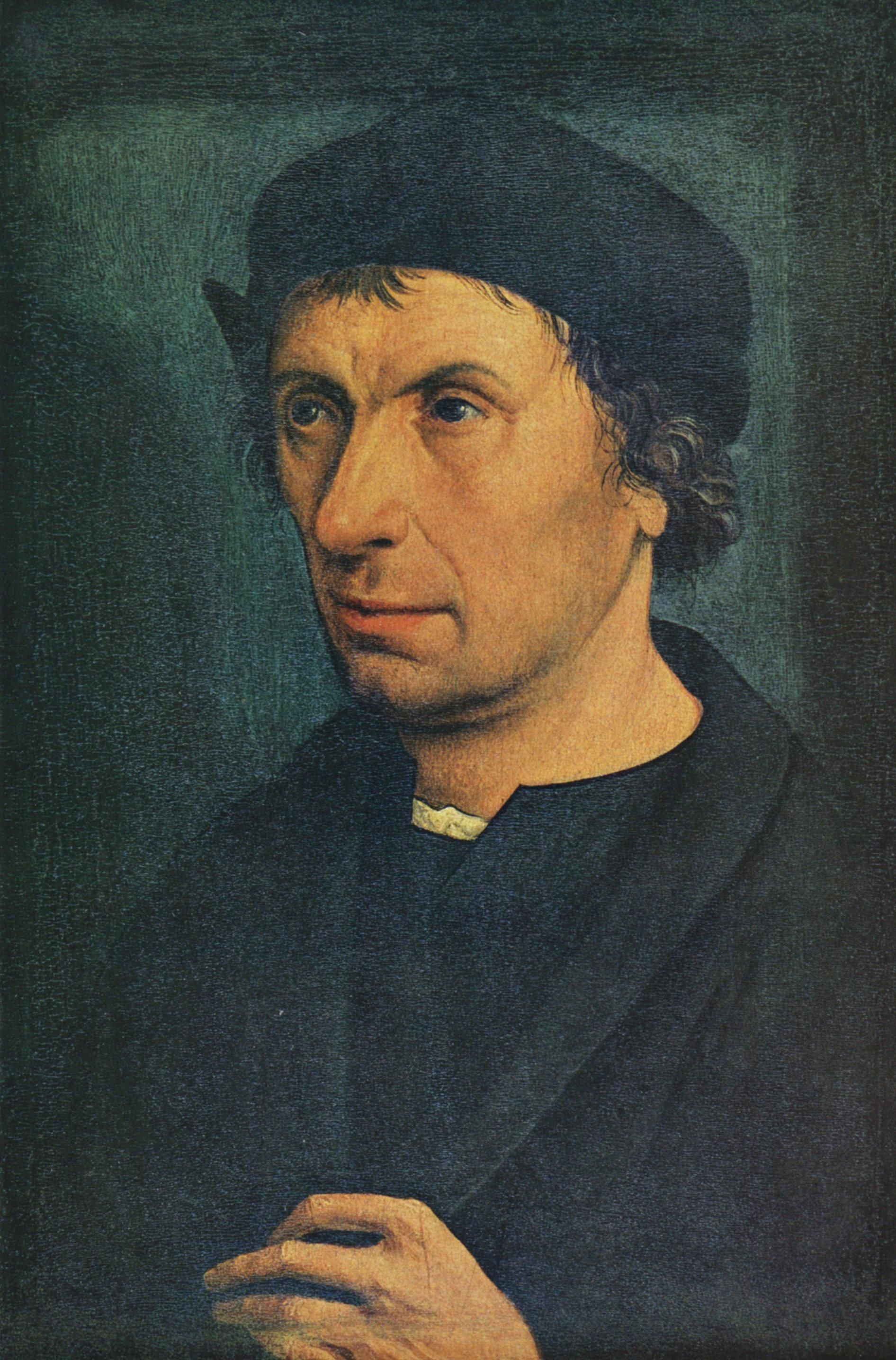
Bild eines Mannes (um 1505)

Jan Joest aus Kalkar, auch bekannt als Jan Joest van Kalkar, (* um 1460; † um 1519) war ein niederrheinisch-niederländischer Maler aus Kalkar am Niederrhein, der für seine sakralen Gemälde bekannt wurde.

## Leben und Werk
Joest war Neffe des Weseler Malers Derick Baegert. Der Sohn von Dericks Schwester Katharina lernte und arbeitete zunächst in der Werkstatt seines Onkels. Jan Joests größtes Werk – Szenen aus dem Leben Jesu Christi – entstand zwischen 1505 und 1508 auf dem Hochaltar der Kirche St. Nicolai in Kalkar. Aus den dort gefundenen Dokumenten schloss Canon Wolff, dass Joest 1518 in Köln für die Familie Hackeney arbeitete, bevor er den Niederrhein höchstwahrscheinlich in Richtung Italien, genauer Genua und Neapel, verließ.
Danach kehrte Joest in die Niederlande zurück und ließ sich in Haarlem nieder, wo er ein Gemälde von St. Willibrord für die St.-Bavo-Kirche anfertigte. Die jüngste Ausgabe von Van der Willingens Arbeit über Haarlemer Maler erwähnt die Beerdigung eines Künstlers mit Namen „Jan Joosten“ im Jahre 1519.
Weitere Werke, die man Joest zuschreibt, befinden sich in Wesel und Rees, aber auch der „Tod der Jungfrau“ in München gilt als Gemälde Joests. Zwei von vier Altartafeln, die er für die Abtei Werden schuf, sind dort als Kopien aus dem 17. Jahrhundert überliefert.
Joest wurde mit Gerard David und Hans Memling verglichen, gehört jedoch höchstwahrscheinlich zur Schule Scorels. Ein besonderes Merkmal von Joests Arbeit ist die exquisite Klarheit seiner Farben und die feine Gestaltung der Gesichter.

## Wissenschaftliche Neuentdeckung
Bis Canon Wolff und Dr. Eisenmann seine Person 1874 in die Wissenschaft einführten, war er nahezu unbekannt.